# Salome (opera)

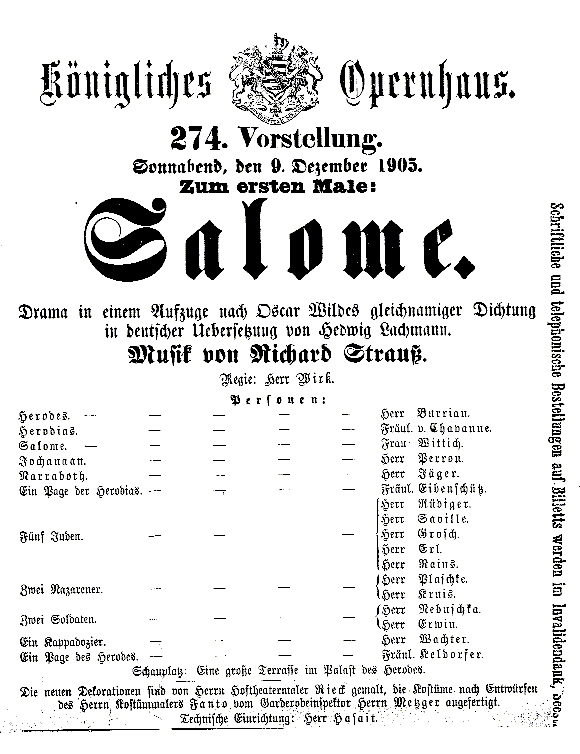

Salome, Op.54 là vở oprea một màn của nhà soạn nhạc người Đức Richard Strauss. Để có lời cho tác phẩm, Strauss đã dựa vào bản dịch tiếng Đức của Hedwig Lachmann cho tác phẩm Salomé, một vở kịch viết bằng tiếng Pháp của đại văn hào người Ireland Oscar Wilde. Vở opera được Strauss viết vào năm 1905. Tác phẩm thể hiện rõ Strauss là người gần với chủ nghĩa biểu tượng.